# Rudolf Alzner
Rudolf Robert Alzner (ur. 24 grudnia 1870 we Lwowie, zm. po 1934) – pułkownik kawalerii Wojska Polskiego.

## Życiorys
Urodził się 24 grudnia 1870 we Lwowie. Pełnił zawodową służbę w cesarskiej i królewskiej Armii. Na stopnień kadeta piechoty został mianowany ze starszeństwem z 1 września 1890 i wcielony do 1 śląskiego pułku piechoty w Opawie. W następnym roku został mianowany kadetem-zastępcą oficera. W 1893 został przeniesiony do 4 galicyjskiego pułk ułanów w Żółkwi. W czasie I wojny światowej walczył w szeregach macierzystego pułku. W czasie służby w c. i k. Armii awansował na kolejne stopnie: porucznika ze starszeństwem z 1 maja 1893, nadporucznika ze starszeństwem z 1 listopada 1896, rotmistrza 2. klasy ze starszeństwem z 1 listopada 1905, majora ze starszeństwem z 1 lipca 1915 i podpułkownika ze starszeństwem z 1 sierpnia 1917.
16 grudnia 1918 został przyjęty do Wojska Polskiego z zaatwierdzeniem posiadanego stopnia podpułkownika i przydzielony do Ministerstwa Spraw Wojskowych w Warszawie. 16 października 1919 został mianowany inspekcyjnym oficerem sztabowym jazdy przy Dowództwie Okręgu Generalnego Poznań. 16 kwietnia 1920 przeprowadził się z Kielc do Poznania i zamieszkał przy ul. Matejki 47. 29 maja 1920 został zatwierdzony z dniem 1 kwietnia 1920 w stopniu pułkownika, w kawalerii, w grupie oficerów byłej armii austro-węgierskiej. 9 września 1920 został mianowany dowódcą 18 pułku ułanów. Dowodził tym oddziałem w bitwie nad Niemnem. 22 marca 1921 został wyznaczony na stanowisko pomocnika dowódcy 5 Brygady Jazdy w Krakowie. 30 czerwca 1921 minister spraw wojskowych generał porucznik Kazimierz Sosnkowski polecił dowódcy Okręgu Generalnego Warszawa wdrożyć dochodzenie przeciwko płk. Rudolfowi Alznerowi, dowódcy 18 puł. Z dniem 1 lipca 1922 został przeniesiony w stan spoczynku „z powodu przekroczenia wieku dla posiadanego stopnia w myśl ustawy z 2 sierpnia 1919, z prawem noszenia munduru”. 26 października 1923 prezydent RP Stanisław Wojciechowski zatwierdził go w stopniu pułkownika jazdy. Później został zweryfikowany w stopniu pułkownika stanu spoczynku ze starszeństwem z 1 czerwca 1919 i 16. lokatą w korpusie oficerów kawalerii. W 1934, jako oficer stanu spoczynku pozostawał w ewidencji Powiatowej Komendy Uzupełnień Poznań Miasto. Posiadał przydział do Oficerskiej Kadry Okręgowej Nr VII. Był wówczas „w dyspozycji dowódcy Okręgu Korpusu Nr VII”.
Był żonaty z Jadwigą (ur. 24 grudnia 1880 w Żółkwi), córką Karola Muszkieta (ur. 1846), doktora medycyny, dyrektora szpitala powszechnego, radnego miejskiego, honorowego obywatela Żółkwi i Jadwigi Anny z Machniewiczów.

## Ordery i odznaczenia
W czasie służby w c. i k. Armii otrzymał:
- Krzyż Zasługi Wojskowej 3 klasy z dekoracją wojenną i mieczami,
- Krzyż Zasługi Wojskowej 3 klasy,
- Brązowy Medal Zasługi Wojskowej z mieczami na wstążce Krzyża Zasługi Wojskowej,
- Krzyż Wojskowy Karola,
- Krzyż za 25-letnią służbę wojskową dla oficerów,
- Złoty Medal Jubileuszowy Pamiątkowy dla Sił Zbrojnych i Żandarmerii,
- Krzyż Jubileuszowy Wojskowy[9].